# Pachytrachis frater
Pachytrachis frater är en insektsart som först beskrevs av Brunner von Wattenwyl 1882.  Pachytrachis frater ingår i släktet Pachytrachis och familjen vårtbitare. Inga underarter finns listade i Catalogue of Life.